# Rita Rudner
Rita Rudner (Miami, 17 de setembro de 1953) é uma escritora e comediante estadunidense.

## Biografia
Rudner é filha de Frances, uma dona de casa, e Abe Rudner, um advogado. sua mãe morreu quando tinha 13 anos. Depois de graduar-se na high school aos 15, Rudner mudou-se Miami para Nova Iorque para iniciar sua carreira como dançarina.